# Panzerbrigade 3
De Duitse Panzerbrigade 3 was een Duitse Panzerbrigade van de Wehrmacht tijdens de Tweede Wereldoorlog. Deze Panzerbrigade vormde de gepantserde component van een van de oorspronkelijke Panzerdivisies, de 3e Panzerdivisie.

## Krijgsgeschiedenis

### Oprichting
Panzerbrigade 3 werd opgericht 15 oktober 1935 in Berlijn.
In eerste instantie werd de brigade uitgerust met de Panzerkampfwagen I. Pas later volgden betere modellen, de Panzerkampfwagen II, Panzerkampfwagen III en Panzerkampfwagen IV.

### Inzet
De brigade vocht als integraal deel van de 3e Panzerdivisie in de veldtocht in Polen in september 1939 (Fall Weiss) en in de veldtocht in het Westen in mei (Fall Gelb) en juni 1940 (Fall Rot).

Omdat uit de ervaringen van de Franse veldtocht naar voren kwam dat de Panzerdivisies toch wel wat log waren en topzwaar in tanks, werd de verhouding tanks-infanterie omgedraaid. Omdat nog maar één panzerregiment per divisie nodig was, waren de panzerbrigades als bevelslaag overbodig geworden.

### Einde
Panzerbrigade 3 werd op 15 januari 1941 opgeheven en een maand later gebruikt om de staf van de nieuwe 5e Lichte Divisie te vormen.

### Slagorde
- Panzerregiment 5
  - 1 september 1939: 2 bataljons, met elk 4 compagnieën (1 staf en 3 lichte)
    - in totaal 63 Panzer I, 77 Panzer II, 3 Panzer III, 9 Panzer IV, 8 PzBefw

  - 10 mei 1940: 2 bataljons, met elk 4 compagnieën (1 staf, 1 medium en 2 lichte)
    - in totaal 117 Panzer I, 129 Panzer II, 42 Panzer III, 26 Panzer IV, 27 PzBefw (voor Panzerregiment 5 en 6 opgeteld)
- Panzerregiment 6
  - 1 september 1939: 2 bataljons, met elk 4 compagnieën (1 staf en 3 lichte)
    - in totaal 59 Panzer I, 79 Panzer II, 3 Panzer III, 9 Panzer IV, 8 PzBefw

  - 10 mei 1940: 2 bataljons, met elk 4 compagnieën (1 staf, 1 medium en 2 lichte)
    - zie bij Panzerregiment 5 voor aantal tanks voor beide regimenten op deze datum
- Panzer-Lehr-Abteilung
  - 1 september 1939: met 4 compagnieën (1 staf, 1 medium en 2 lichte)
    - in totaal 20 Panzer II, 37 Panzer III, 14 Panzer IV, 2 PzBefw

## Commandanten
| Rang            | Naam                   | Begin            | Eind             |
| --------------- | ---------------------- | ---------------- | ---------------- |
| Generalleutnant | Georg Kühn             | 15 oktober 1935  | 31 december 1937 |
| Oberst          | Horst Stumpff          | 1 januari 1938   | 14 februari 1940 |
| Generalmajor    | Friedrich Kühn         | 15 februari 1940 | 12 oktober 1940  |
| Oberst          | Hans Freiherr von Funk | 13 oktober 1940  | 15 januari 1941  |